# Bárbara López
Bárbara López (ur. 5 kwietnia 1991) – argentyńska lekkoatletka specjalizująca się w rzucie oszczepem.
Zajęła szóste miejsce podczas mistrzostw Ameryki Południowej w Buenos Aires (2011). Finalistka mistrzostw ibero-amerykańskich oraz młodzieżowych mistrzostw Ameryki Południowej z 2012. 
Medalistka seniorskich mistrzostw Argentyny ma w dorobku jeden złoty medal (Santa Fé 2012). Stawała na podium mistrzostw swojego kraju w młodszych kategoriach wiekowych.
Rekord życiowy: 52,94 (29 kwietnia 2012, Mar del Plata). 

## Osiągnięcia
| Rok  | Impreza                                     | Miejsce             | Lokata     | Wynik |
| ---- | ------------------------------------------- | ------------------- | ---------- | ----- |
| 2011 | Mistrzostwa Ameryki Południowej             | Buenos Aires        | 6. miejsce | 49,25 |
| 2012 | Mistrzostwa ibero-amerykańskie              | Barquisimeto        | 7. miejsce | 48,72 |
| 2012 | Młodzieżowe mistrzostwa Ameryki Południowej | São Paulo           | 4. miejsce | 47,02 |
| 2013 | Mistrzostwa Ameryki Południowej             | Cartagena de Indias | 6. miejsce | 50,67 |
| 2014 | Igrzyska Ameryki Południowej                | Santiago            | 7. miejsce | 49,14 |